# Amaranthus chihuahuensis
Amaranthus chihuahuensis es una especie de planta herbácea perteneciente a la familia Amaranthaceae.  Se encuentra en Oaxaca y Chihuahua en México.  Algunos informes han sugerido que está presente en la parte baja de Texas, pero es necesaria una mayor evidencia adicional. Su identidad taxonómica se considera segura.

## Taxonomía
Amaranthus chihuahuensis fue descrito por Sereno Watson  y publicado en Proceedings of the American Academy of Arts and Sciences  21(2): 436. 1886.
Etimología
Amaranthus: nombre genérico que procede del griego amaranthos, que significa "flor que no se marchita".
chihuahuensis: epíteto geográfico que alude a su localización en Chihuahua